# Saint-Pierre-de-Jards

Saint-Pierre-de-Jards este o comună în departamentul Indre, Franța. În 1 ianuarie 2022 avea o populație de 98 de locuitori.